# Le Marchand et le Démon

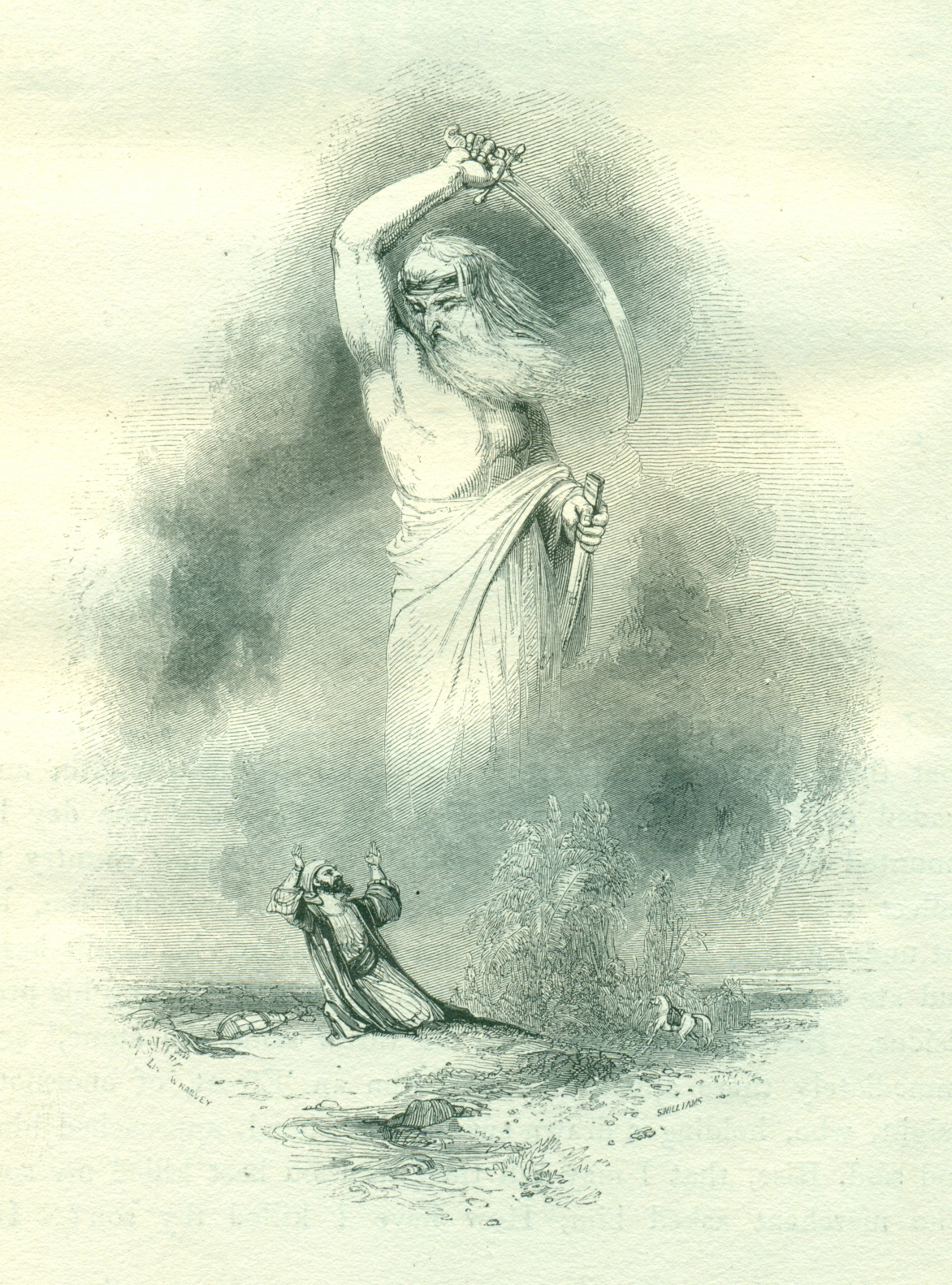
Gravure sur bois de William Harvey, 1838-1840.

Le Marchand et le Génie est un récit du recueil des Mille et Une Nuits. Il s'étend des nuits 1 à 3.

## Résumé
Un marchand possédant de grands biens avait une affaire. Il allait passer par un pays désert.
Il s'arrête dans une oasis et mange des dattes. Malheureusement pour lui, il tue sans le vouloir le fils d'un puissant démon avec un noyau de datte. Le démon l'informe qu'il va le tuer mais le marchand obtient une grâce d'un an pour aller mettre de l'ordre dans ses affaires et s'assurer que sa famille se portera bien après sa mort.
Un an après, le marchand retourne à l'oasis pour y retrouver le démon et faire face à son destin. Cependant, avant l'arrivée de son bourreau, trois autres marchands viennent à passer et, après avoir été informés de son histoire étonnante, les trois décident de rester pour voir la suite des événements.
Lorsque le démon arrive enfin, le premier marchand propose au démon d'écouter son histoire et demande en échange le tiers de la vie du condamné si le démon apprécie l'histoire. Heureusement pour lui, le démon est étonné par l'histoire et accepte de faire grâce du tiers de la vie du marchand. Les deux autres marchands racontent à leur tour leur histoire et finalement, ils parviennent à sauver la vie du pauvre marchand.